# Elizabeth Zharoff
Elizabeth Zharoff (* 19. März 1986 in Wenatchee, Washington) ist eine US-amerikanische Opernsängerin und Webvideoproduzentin. Nachdem sie ihre Opernkarriere weitgehend auf Eis gelegt hatte, widmete sie sich auf dem YouTube-Kanal The Charismatic Voice den Themen Stimme und Gesang. Daneben ist sie vor allem Stimmtrainerin sowie Sängerin und Arrangeurin von Videospiel-Soundtracks.

## Leben und Karriere

### Oper
Elizabeth Zharoff wuchs in Wenatchee im Pazifischen Nordwesten auf. Nach der Highschool studierte sie bis 2009 Gesang am Conservatory of Music in Oberlin, Ohio. Bereits während des Studiums nahm sie an einigen prestigeträchtigen Musikwettbewerben teil und debütierte 2009 im Rahmen eines solchen als Solistin in der Carnegie Hall. Bei den Metropolitan Opera National Council Auditions gelangte sie im selben Jahr bis ins Halbfinale, bei dem renommierten Concours Reine Elisabeth 2011 erreichte sie das Finale. 2012 schloss sie ein Masterstudium in Operngesang am Curtis Institute of Music in Philadelphia ab. Nach ersten Engagements an der Opera Philadelphia gehörte Zharoff in der Spielzeit 2012/13 dem Jungen Ensemble der Semperoper an, wo sie unter anderem die Pamina in Mozarts Zauberflöte und die Violetta in Verdis La traviata sang. Neben der Verkörperung weiterer Sopranrollen an verschiedenen Opernhäusern stand sie unter anderem mit dem Cleveland Orchestra auf der Konzertbühne und führte ein von Richard Danielpour für sie komponiertes Kammerstück auf. Zur Saison 2013/14 gab sie ihr Debüt als Giunia in Lucio Silla an der Opéra National de Bordeaux.
Ingrid Gerk lobte einen Auftritt Zharoffs in einer ansonsten für sie enttäuschenden Inszenierung von La traviata an der English National Opera:

„Am ehesten konnte da Elizabeth Zharoff überzeugen. Wenn auch die Stimme im forte ziemlich herb wirkte, die Höhe gelegentlich eine Nuance zu tief ausfiel und ein vordergründig (sicht- und) hörbares Vibrato den Gesamteindruck bei der Großaufnahme etwas schmälerte, zeigte sie doch über die Dauer der Aufführung Kondition und Konzentration und berührte bei ihren schönen gefühlvollen piano-Passagen.“

### YouTube und weitere Tätigkeit
Im August 2014 rief Zharoff unter dem Motto „Demystifying singing“ ihren eigenen YouTube-Kanal The Charismatic Voice ins Leben, auf dem sie sich mit allen Facetten des menschlichen Gesangs beschäftigt. Nachdem die Zahl der Abonnenten während des ersten Pandemiejahres stark gewachsen ist, stellte sie im Sommer 2020 einen Assistenten ein. Zharoff lädt vor allem Reaktionsvideos hoch, in denen sie unterschiedliche gesangliche Aspekte analysiert und kommentiert. Auf Anregung ihrer Abonnenten widmete sie sich Metal-Sängern wie Ronnie James Dio oder Rob Halford und zunehmend auch extremen, von gutturalem Gesang gekennzeichneten Subgenres wie Deathcore. Seit Januar 2021 führt sie außerdem „Tea-Time-Interviews“ mit bekannten Sängern, darunter Maria Franz, Lzzy Hale, James LaBrie, Will Ramos und Devin Townsend.
Einhergehend mit ihrer Tätigkeit als Webvideoproduzentin bietet Elizabeth Zharoff Online-Kurse als Stimmtrainerin an. Zudem arrangiert sie Gesangsparts für Videospiele verschiedener Genres, darunter etwa das Echtzeit-Strategiespiel 0 A.D. oder das 2019 veröffentlichte Point-and-Click-Abenteuerspiel Elsinore.
Zharoff ist verheiratet und lebt in Tucson, Arizona.

## Opernrepertoire
- Samuel Barber: Antonius und Cleopatra – Cleopatra[1]
- Vincenzo Bellini: La sonnambula – Amina
- Charles Gounod: Faust – Marguerite
- Leoš Janáček: Das schlaue Füchslein – Füchslein Schlaukopf
- Claudio Monteverdi: L’incoronazione di Poppea – Drusilla
- Wolfgang Amadeus Mozart: Die Entführung aus dem Serail – Konstanze
- Wolfgang Amadeus Mozart: Die Zauberflöte – Pamina
- Wolfgang Amadeus Mozart: Lucio Silla – Giunia
- Igor Strawinsky: The Rake’s Progress – Anne Trulove
- Giuseppe Verdi: La traviata – Violetta
- Kurt Weill: Street Scene – Anna Maurrant

## Ludografie
Original Soundtracks
- 2017: Aven Colony
- 2018: Where the Water Tastes Like Wine
- 2018: Yoku’s Island Express
- 2018: 0 A.D.
- 2019: Devolver Digital Cinematic Universe: Phase 1 Original Soundtrack
- 2019: Elsinore
- 2020: Lost Words: Beyond the Page
- 2021: Ambition: A Minuet in Power

Kompilationen
- 2016: Successor: Final Fantasy VIII Remixed
- 2016: Mobius: Sonic the Hedgehog Remixed
- 2016: Pattern: An Hommage to Everybody’s Gone to the Rapture
- 2016: Enraptured: BioShock Remixed
- 2016: Fallen: An Undertale Tribute
- 2016: Song Cycle: The History of Video Games
- 2017: Zodiac: Final Fantasy Tactics Remixed
- 2017: Tesseract: An Acoustic FEZ Album
- 2017: Spira: Music from Final Fantasy X (Besaid Mix)
- 2018: Fate: A Tribute to Majora’s Mask
- 2019: Exile: A Tribute to Supergiant Games
- 2019: Resurrection of the Night: Alucard’s Elegy
- 2019: Epoch: A Tribute to Chrono Trigger
- 2020: Flamesgrace: A Tribute to Octopath Traveler